# Île Saint-Honorat
 (janvier 2023).
L’île Saint-Honorat est l'une des deux îles de Lérins situées dans la baie de Cannes, dans le département des Alpes-Maritimes en région Provence-Alpes-Côte d'Azur.
Elle est la plus éloignée de la côte et plus petite que Sainte-Marguerite, mais plus grande que Saint-Ferréol. Longue de 1 500 m et large de 400 m, elle se situe à 2,9 km au sud du cap de la Croisette, à Cannes, et est séparée de l'île Sainte-Marguerite par un étroit chenal dit « plateau du Milieu ». Elle est boisée de pins maritimes et de superbes pins parasols.
L'île Saint-Honorat a une vocation monastique depuis 410 : on y trouve l'abbaye de Lérins. Son ancien monastère fortifié, situé dans la presqu'île dans le sud de l'île et visible de loin, domine directement la mer. L'île est occupée par une vingtaine de moines résidant dans un monastère de la congrégation cistercienne de l'Immaculée Conception.

## Histoire
L'île Saint-Honorat perpétue le souvenir d'Honorat d'Arles (saint Honorat).
À la fin du IVe siècle, saint Honorat, recherchant la solitude, se fixe dans une des deux îles « Lerinas » mais sa retraite est connue et les disciples accourent. Résigné, le saint fonde un monastère qui comptera parmi les plus illustres et les plus puissants de la chrétienté. Les pèlerins s'y rendent en foule car ils reçoivent les mêmes indulgences que pour un voyage en Terre sainte[réf. nécessaire]. Ils font, pieds nus, le tour de l'île : on voit un pape, en visite à Lérins, suivre avec humilité cette antique tradition. De nombreux fidèles de France et d'Italie se font enterrer dans le monastère. En 660, saint Aygulf y établit la règle bénédictine.
Les incursions des Sarrasins, des corsaires génois, la mise en commende, les attaques espagnoles, les garnisons placées dans l'île ne sont guère favorables à la vie monastique.
En 1047, les plus jeunes moines sont capturés et emmenés en Espagne puis rachetés par saint Isarn.
Après de multiples et nombreuses attaques, il est instauré au XIVe siècle un système de signalisation entre la tour fortifiée du monastère et la tour du Suquet, située à Cannes. En 1400 l'île est de nouveau pillée ; dès lors, l'abbaye sera gardée par des soldats qui habiteront dans les endroits fortifiés du monastère.

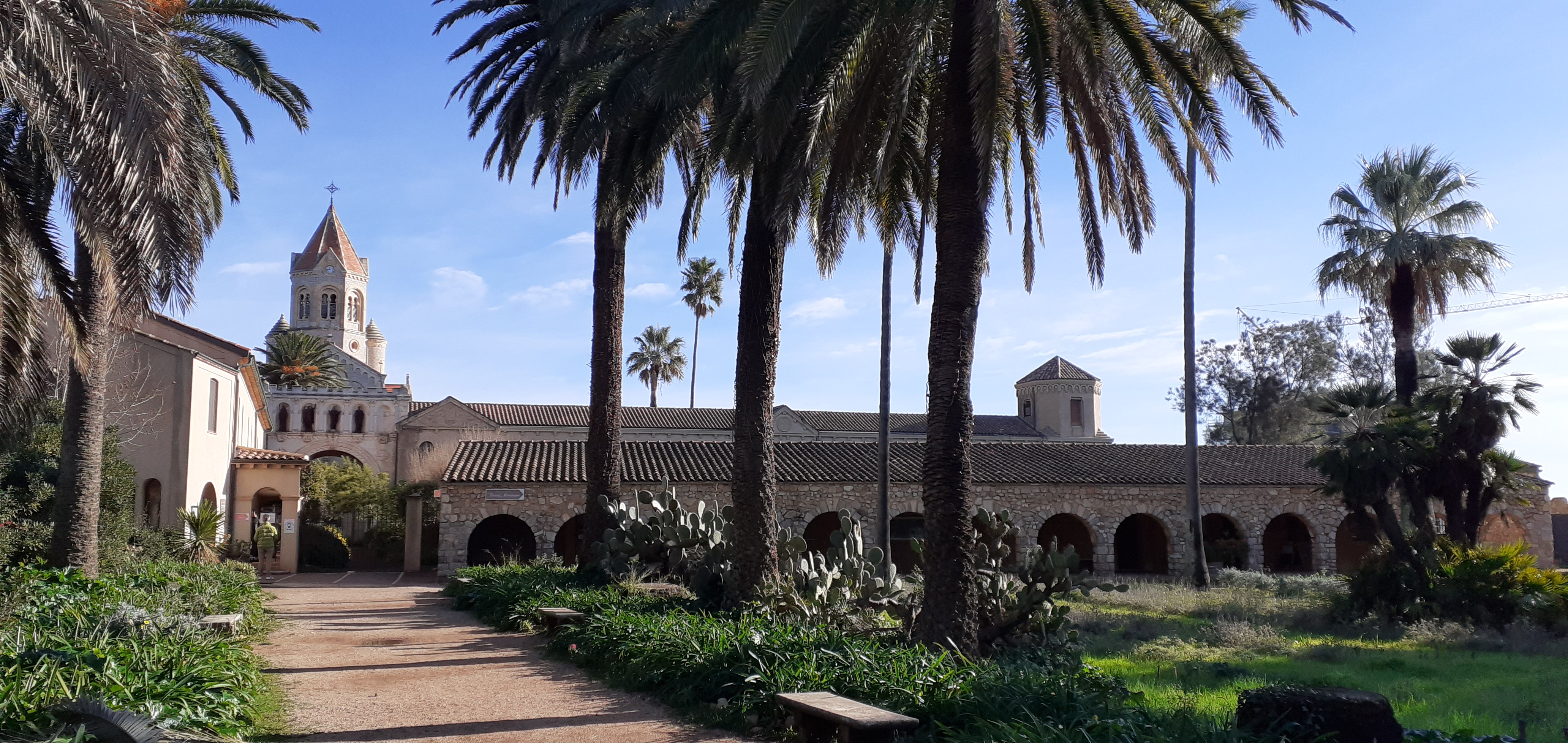
Vue d'ensemble de l'abbaye

Entre 1635 et 1637, les Espagnols envahissent l'île, la fortifient, disposent des batteries de canons sur les chapelles et s'y installent. La décadence importante au sein de l'abbaye entraîne en 1788 la fermeture du couvent, où il ne restait plus que quatre religieux. Confisqué à la Révolution, il est vendu.
Une actrice de la Comédie-Française, Mlle Sainval, créatrice du rôle de la Comtesse dans le Mariage de Figaro de Beaumarchais, fuyant les troubles de la Révolution, l'achète et y vit pendant vingt ans. Pour égayer la salle capitulaire, l'actrice fit peindre, au-dessus des portes, des bergers et des bergères en conversations galantes.
En 1859, le monastère est rendu au culte. Depuis 1869, il appartient aux moines cisterciens de la congrégation de Sénanque.
En 1886, l'île Saint-Honorat reste rattachée à l'évêché de Fréjus alors que les autres paroisses constituant l'arrondissement de Grasse au temporel étaient transférées à l'évêché de Nice.
Le 26 novembre 2021, l'île monastique de Saint-Honorat a été inscrite sur la liste indicative nationale des biens français au patrimoine mondial de l'UNESCO.

## Monastère fortifié

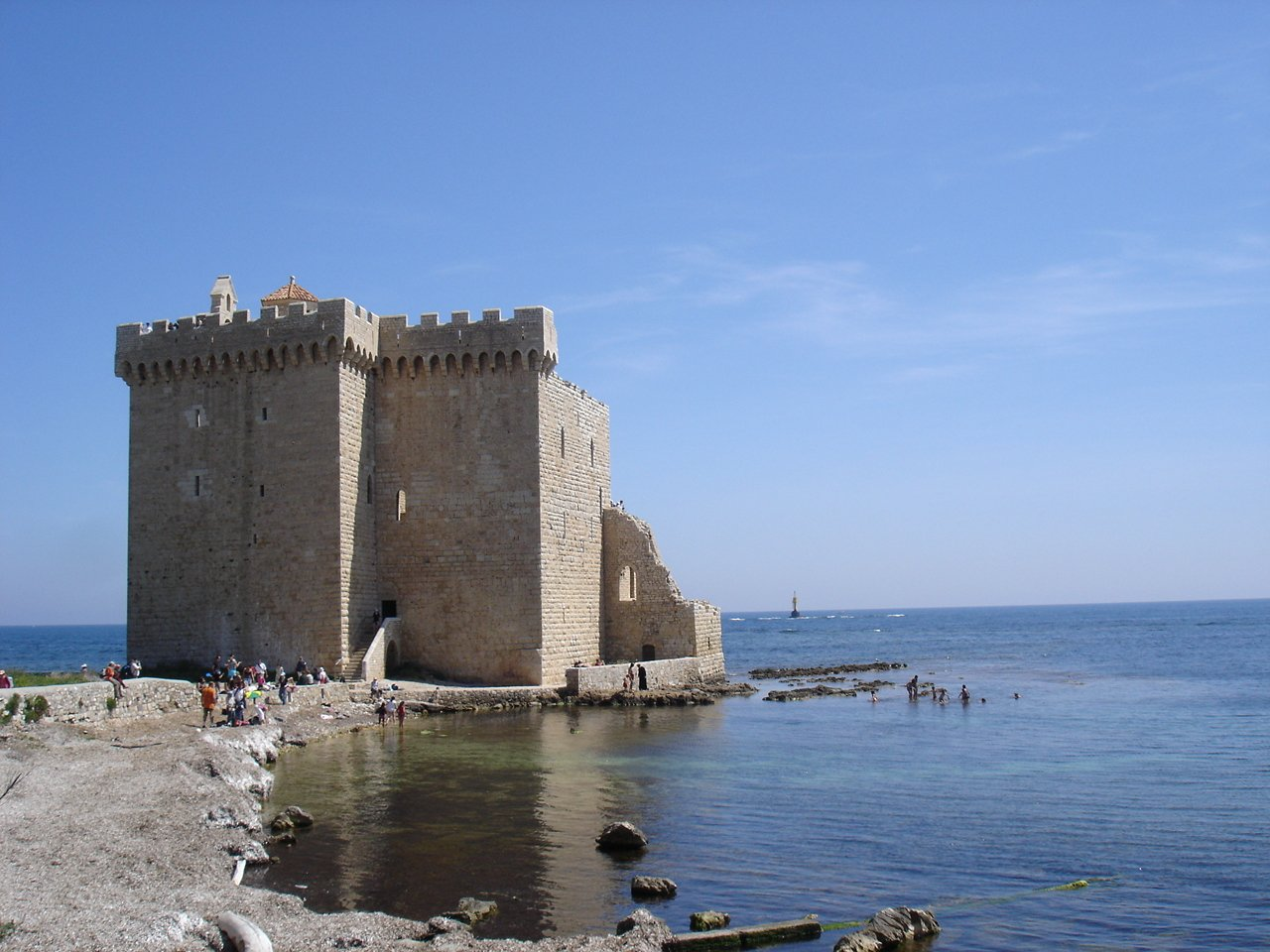
La forteresse de l'île Saint-Honorat sur une presqu'île du sud de l'île.

Élevée en 1073 sur une pointe avancée de la côte sud par Adel'Dert, abbé de Lérins, pour protéger les moines des pirates sarrasins. Du XVe siècle jusqu'en 1788, sous le régime de la commende, les religieux y vécurent d'une façon permanente et y subirent de nombreuses attaques.
La porte est à 4 m au-dessus du sol. On y accédait par une échelle maintenant remplacée par un escalier de pierre. En face de l'entrée, un escalier mène au cellier voûté en berceau. Au 1er étage se trouve le « cloître du travail », aux arcades ogivales et aux voûtes des XIVe siècle et XVIIe siècle (l'une des colonnes est une borne milliaire romaine). Le « cloître de la prière » au deuxième étage, à colonnettes de marbre blanc (offertes par la ville de Gênes en demande de pardon pour l'attaque de la forteresse et la capture de moines), donne accès à la chapelle de la Sainte-Croix, haute salle voûtée d'ogives appelée encore « le Saint des Saints » en raison des nombreuses reliques qu'elle renfermait. La chapelle de la Sainte-Croix a la particularité d'avoir une porte d'entrée au linteau très bas, symbolisant l'attitude pénitente du moine arrivant à la prière, et une porte de sortie plus grande, symbolisant la rédemption et la grâce reçue pendant l'office par le moine, qui peut en ressortir debout.
De la plate-forme, garnie de créneaux et mâchicoulis du XVe siècle située au sommet du vieux donjon, rénovée au XIXe siècle par Viollet-le-Duc qui y rajouta notamment un clocheton, la vue s'étend sur les îles de Lérins et sur la côte, de l'Esterel jusqu'au cap d'Antibes et à l'arrière-plan, la chaîne alpine.

## Monastère moderne

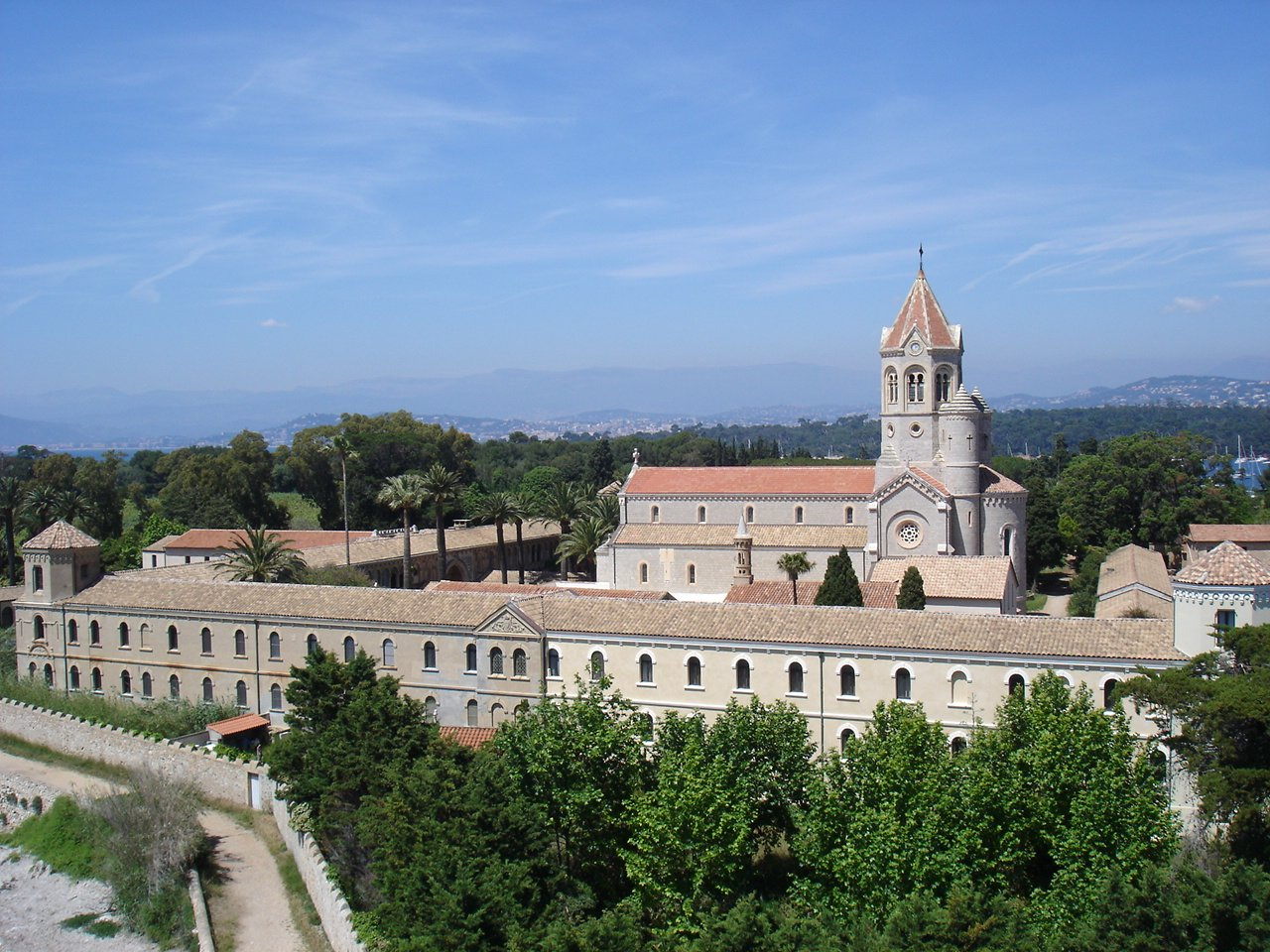
L'église abbatiale et le monastère de Lérins.

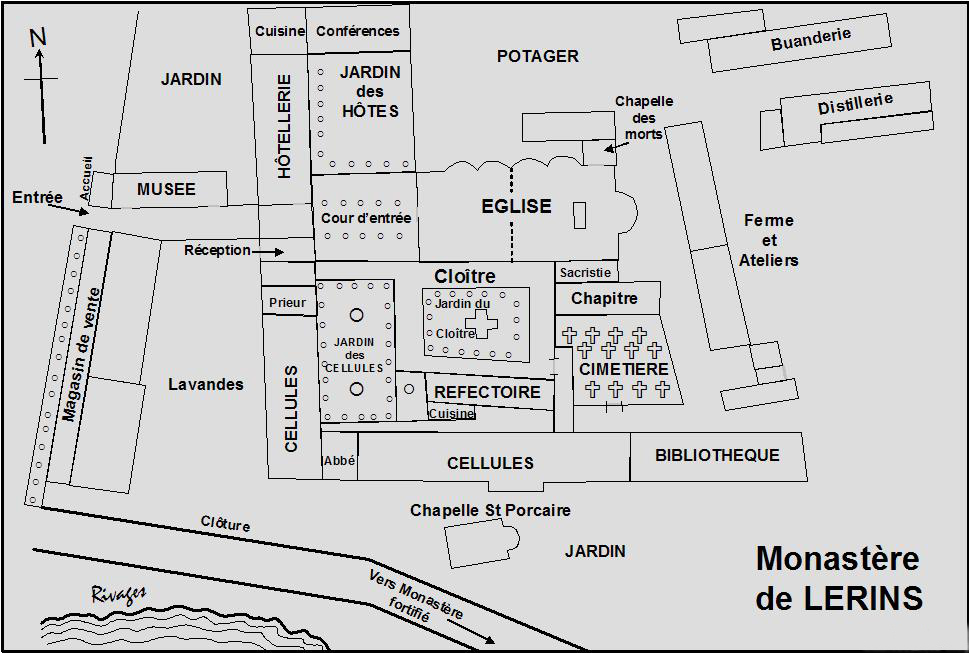
Plan du monastère de Lérins.

Les constructions du XIXe siècle encadrent les anciens bâtiments. Dans le jardin du cloître sont groupés des fragments lapidaires romains et chrétiens retrouvés dans l'île. Le vieux cloître, dont les murs datent en partie du VIIe siècle, et les voûtes en berceau du Xe siècle, est un des plus anciens de ce genre en Occident. Sur la galerie est s'ouvre, par une porte basse en plein cintre, la salle capitulaire voûtée d'ogives et, adossée à la galerie sud, une autre salle de même style qui sert de réfectoire aux moines. La toile au fond de la pièce représente la Cène a été exécutée en 1900 par Pita[réf. nécessaire].

## La chapelle de la Trinité

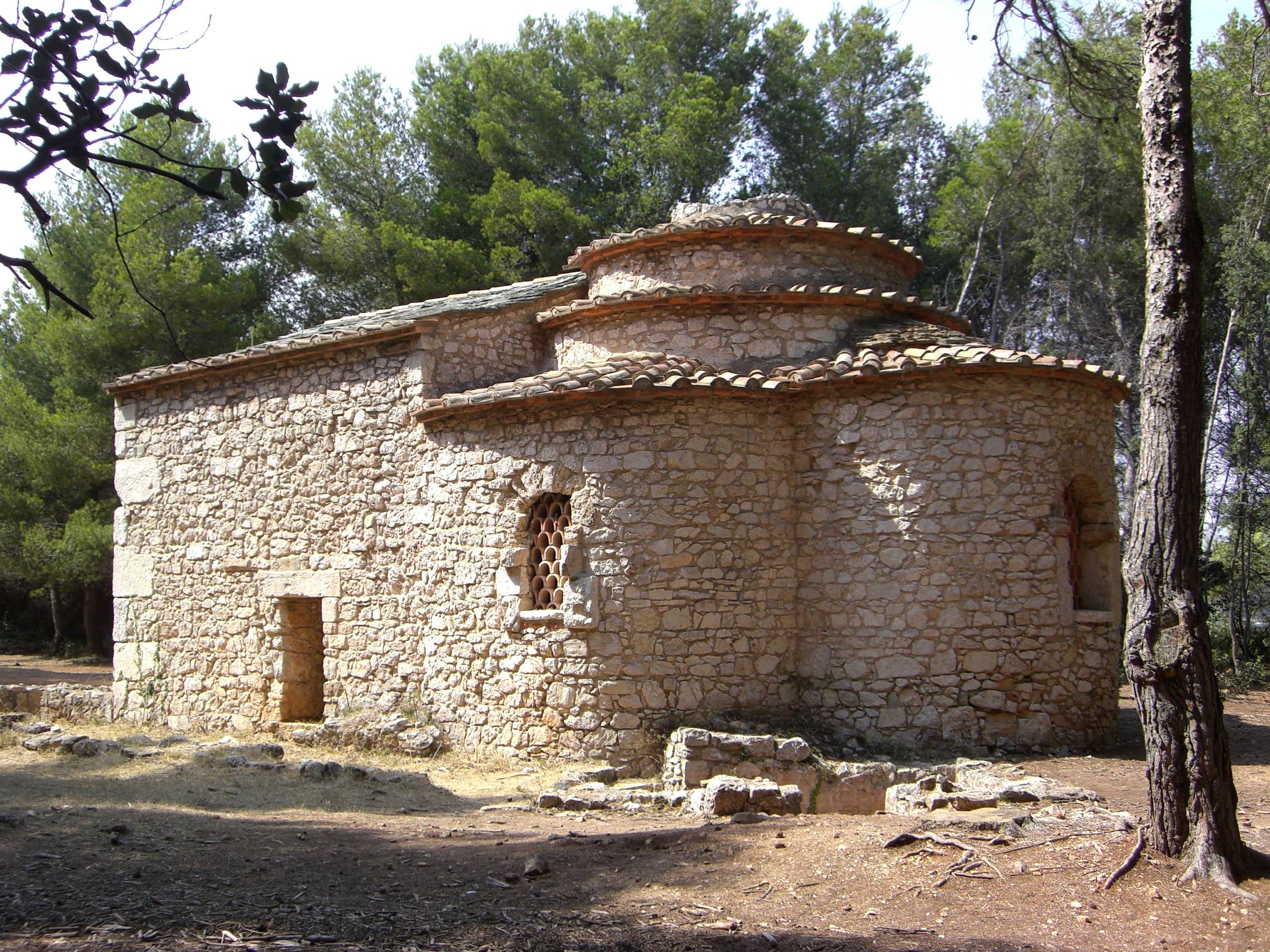
La chapelle de la Trinité de Cannes.

Située dans l'extrémité est de l'île, la chapelle de la Trinité est l'un des sept oratoires répartis dans l'île.
Son nom, la « Trinité » est reflété par son architecture : elle possède une abside flanquée de deux absidioles, et sur sa façade occidentale (mur pignon) se trouvent deux croix composées de briques, une troisième croix ayant disparu durant une restauration.
Cette chapelle est bâtie avec de nombreux blocs en grand appareil, d'origine antique. On remarque ces réemplois au niveau des chaînages d'angle, et à l'intérieur avec les 2 colonnes qui séparent les 2 travées.
L'utilisation de blocs de grand appareil peut s'expliquer de deux manières :
- Le démontage d'un édifice antique à proximité de l'île de Lérins permet de s'approvisionner facilement en matériaux prêts à être posés ;
- Le réemploi de matériaux sans doute utilisés pour célébrer un culte païen permet d'asseoir la victoire du christianisme sur le paganisme, et d'évangéliser les hommes non chrétiens.

La chapelle est voûtée en berceau dans sa nef, et au niveau du chœur avec une coupole. Cette coupole est une spécificité puisqu'elle est sûrement l'une des premières en occident médiéval à avoir été bâtie. À son sommet se trouve un puits de lumière, ou oculus.
La couverture en tuiles à l'antiques (tegulae et imbrices) est une restauration des années 1930 qui reprend un ancien mode de couverture déjà utilisé sur ce site et dont des vestiges ont été retrouvés pendant les travaux.
La datation de cet édifice est incertaine, on suppose qu'il est antérieur au XIIe siècle.
Les bâtiments adjacents à la chapelle servaient probablement durant les rites funéraires.
Il faut enfin noter que le bassin de type citerne (à l'extrémité sud-est) et la chapelle ont eu une fonction militaire durant l'occupation espagnole de l'ile, dans le courant du XVIIe siècle. La position stratégique de la chapelle a justifié son aménagement en bastion. L'un des témoins de ce rôle militaire réside dans la trace d'un impact de boulet de canon au niveau d'un linteau, dans la fenêtre de la première travée du côté nord.

## Fours à boulets

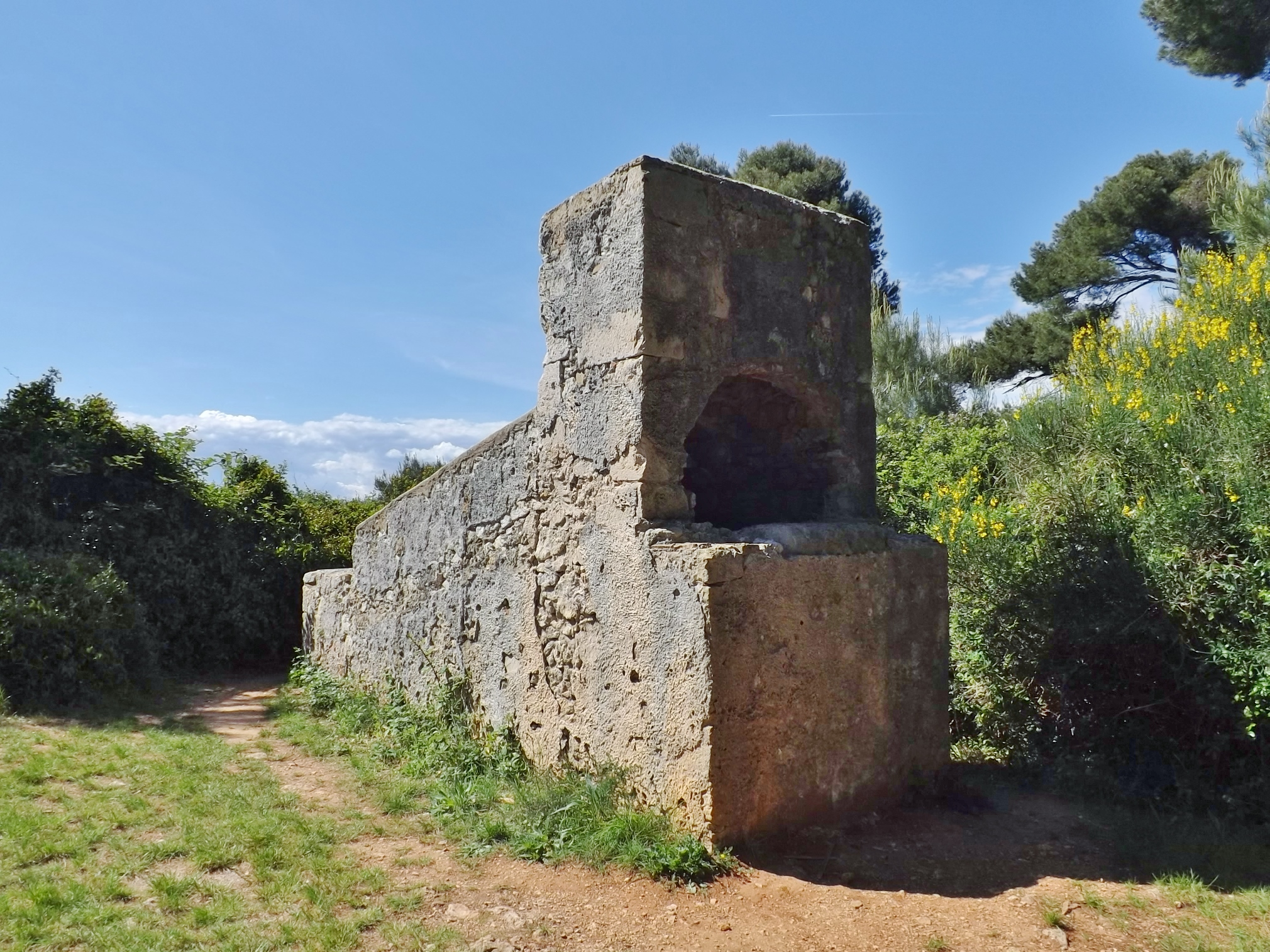
Le four à boulets de la rive ouest.

Deux fours à rougir les boulets, construits en 1794 sur l'ordre de Napoléon Bonaparte, occupent les extrémités est et ouest de l'île.
Deux fours similaires se trouvent aux extrémités de l'île Sainte-Marguerite et formaient les fours à boulets des îles de Lérins. Ils permettaient de chauffer en dix minutes des boulets de canon à plus de 1 000 degrés Celsius. Ainsi en cas d'impact sur un navire ils occasionnaient un incendie.
Les deux fours à boulets de l'île Saint-Honorat sont classés monuments historiques depuis 1908.

## Productions de l'abbaye

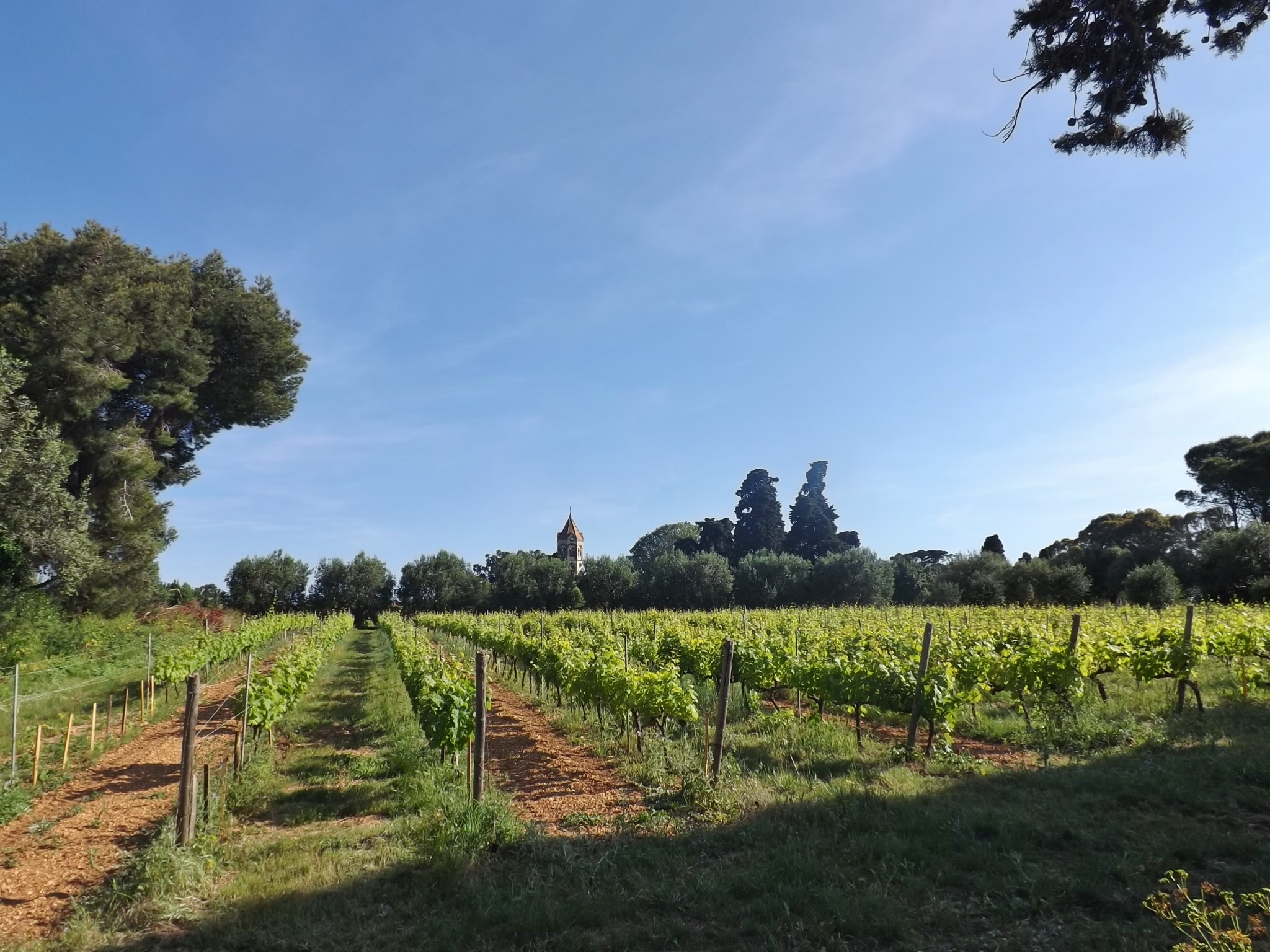
Le vignoble de l'île, avec le monastère de l'abbaye de Lérins en arrière-plan.

Comme beaucoup de monastères à la fin du XIXe siècle, la communauté monastique a créé une distillerie. Fermée en 1903 pour éviter les expulsions, au moment de la séparation des Églises et de l'État en 1905, elle fonctionnera de nouveau après la Seconde Guerre mondiale. Elle existe encore aujourd'hui, équipée d'un magnifique alambic de 1948, piloté par le frère Giancardo, maître liquoriste, produisant des liqueurs réputées :
- lérina verte aux arômes floraux intenses avec des notes de menthe, de verveine et d'anis[5]
- lérina jaune plus empreinte de fleurs sauvages et d'écorce d'agrumes;
- liqueur mandarine,
- lérincello, aux arômes citronés et au nez subtil, fort prisée des voisins transalpins
- marc de Lérins.

Mais surtout, les moines ont développé et exploitent un vignoble de 8 hectares qui produit 12 000 bouteilles de liqueur et 35 000 bouteilles d'un vin vendu à de nombreux restaurants français étoilés, à l'hôtel de Matignon, au palais de l'Élysée, à l'Assemblée nationale, mais aussi exporté en Europe et aux États-Unis, grâce au site Web de l'Abbaye.
Le Club des amis du vignoble de Saint-Honorat ne cesse de grandir, avec 1 680 membres dont le chef Alain Passard parmi les fondateurs.
En 2007, le cumul des ventes de vins, liqueurs et autres produits monastiques commercialisés à la boutique, représente pour la communauté un chiffre d'affaires de 960 000 euros.
En 2008, la récolte est d'une qualité exceptionnelle, baptisée cuvée Saint-Salonius, qui s'installa sur Léro, ancien nom de l'île Sainte-Marguerite, aux environs de 420 avec son père Eucher, sa mère Gala et son frère Véran, avant d'être formé avec la première génération de Lériniens à l'abbaye de Lérins,.
Le 29 janvier 2010, les moines inaugurent un nouvel espace de 700 m2, jouxtant l'abbaye, le « Clos de la Charité », et y plantent 500 pieds de vigne. Sa production de 500 bouteilles de Mourvèdre rouge sera vendue aux enchères, sur le modèle des Hospices de Beaune, au profit d'associations agissant dans les domaines de la santé, du logement social, de l'enfance, de l'alimentaire, de l'habillement ou de l'éducation.
En janvier 2012, la première vente aux enchères du vin issu du Clos de la Charité a lieu sur l’île Saint-Honorat. Le Père Abbé de Lérins, Dom Vladimir Gaudrat reçoit la presse pour évoquer cette vente au profit d’associations caritatives, mais également de la vie des moines au sein du monastère; des moines bien dans leur peau et heureux de mettre en lumière la joie de donner.

## La communauté monastique

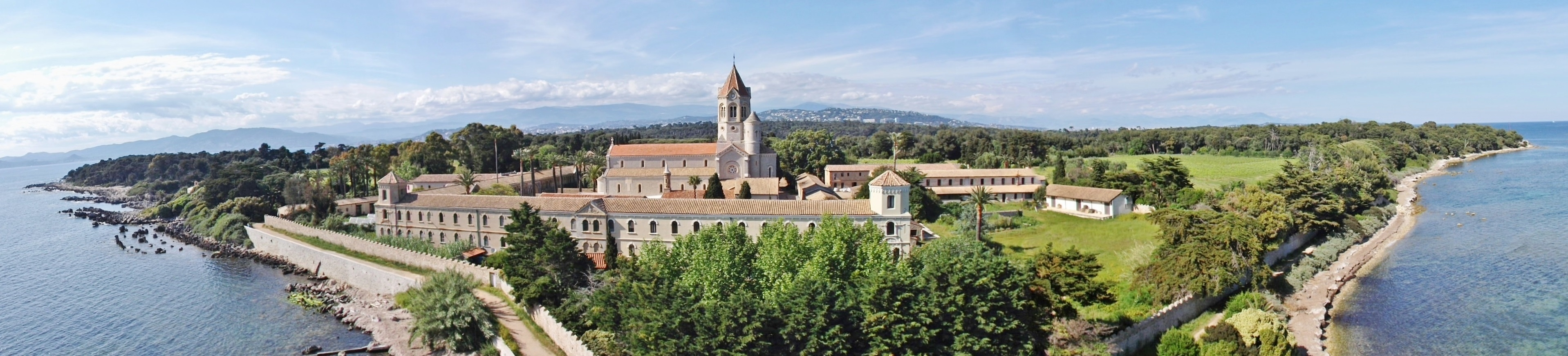
Vue panoramique de l'île et de l'abbaye de Lérins depuis la forteresse.

L'abbaye de Lérins accepte régulièrement des « retraitants » dans son hôtellerie monastique qui réalise 11 000 nuitées par an : adultes en quête de sérénité, étudiants préparant au calme leurs examens, jeunes défavorisés ou SDF amenés par des associations, groupes de réflexion sur l'exclusion...
Outre l'hôtellerie monastique, frère Marie-Pâques, ancien apiculteur, gère également la compagnie Planaria qui assure la liaison maritime avec Cannes, au moyen de deux bateaux affrétés transportant 70 000 visiteurs par an.

### Un centre de séminaires
En 2008, la communauté supervise la restauration des bâtiments de l'ancien Restaurant Chez Frédéric bien connu des plaisanciers, fermé depuis huit ans, et le transforme en centre d'accueil Saint-Salvien, pour de petits groupes jusqu'à 25 personnes.

## Démographie
Source : Recensements population - ville de Cannes.
| 1872 | 1891 | 1896 | 1901 | 1906 | 1911 | 1921 | 1926 | 1931 |
| ---- | ---- | ---- | ---- | ---- | ---- | ---- | ---- | ---- |
| 38   | 79   | 101  | 83   | 7    | 13   | 4    | 39   | 39   |

## Activités

### Randonnées et promenades

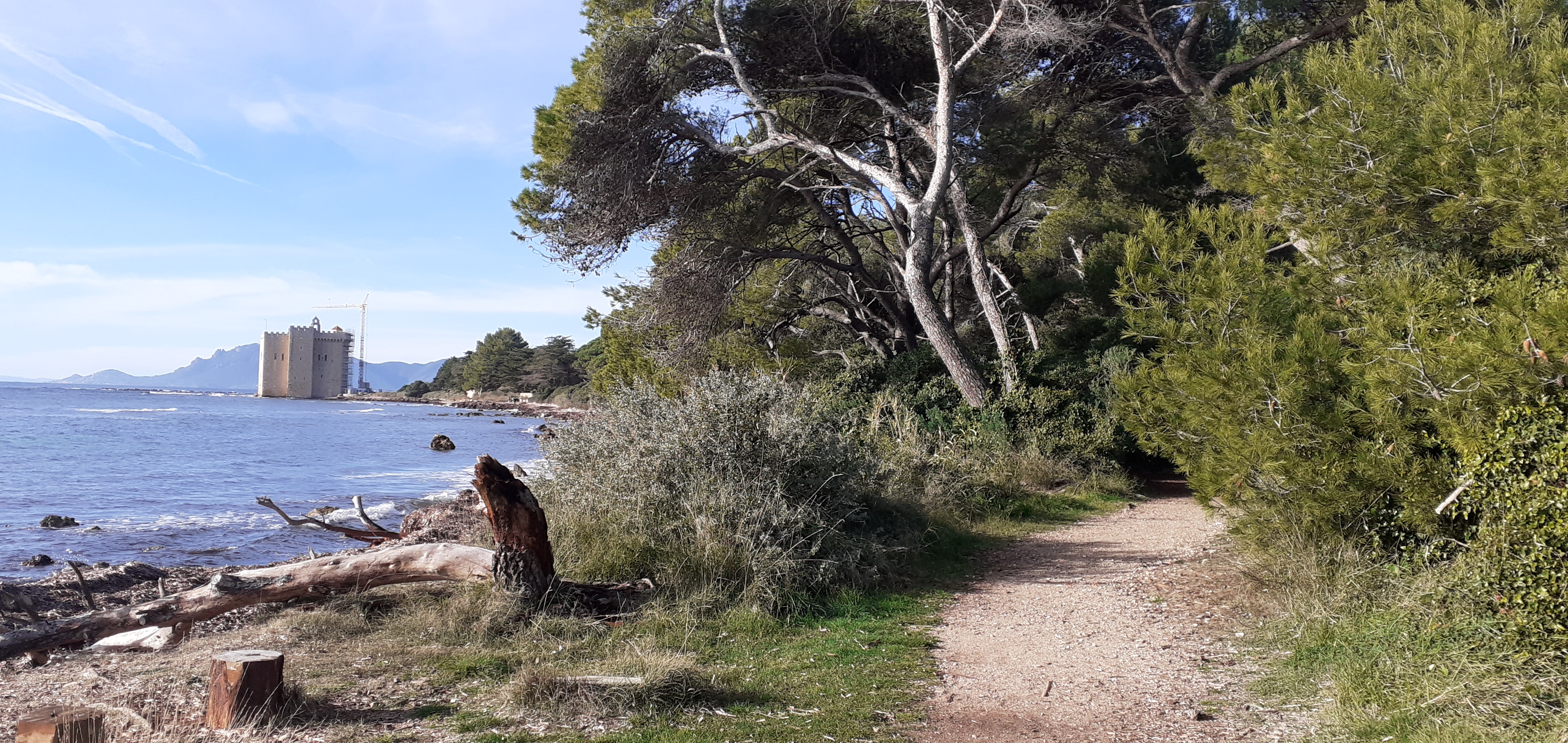
Le chemin de ceinture côté sud et le monastère fortifié en travaux

Un chemin de ceinture permet de réaliser le tour de l'île Saint-Honorat en 50 minutes de marche effective, au plus près du rivage qui est agrémenté de bancs et de tables de pique-nique. L'île n'est pas pourvue de poubelles, le visiteur étant invité à ramener ses déchets sur le continent. L'îlot et l'île Saint-Ferréol ne sont pas accessibles à pied.

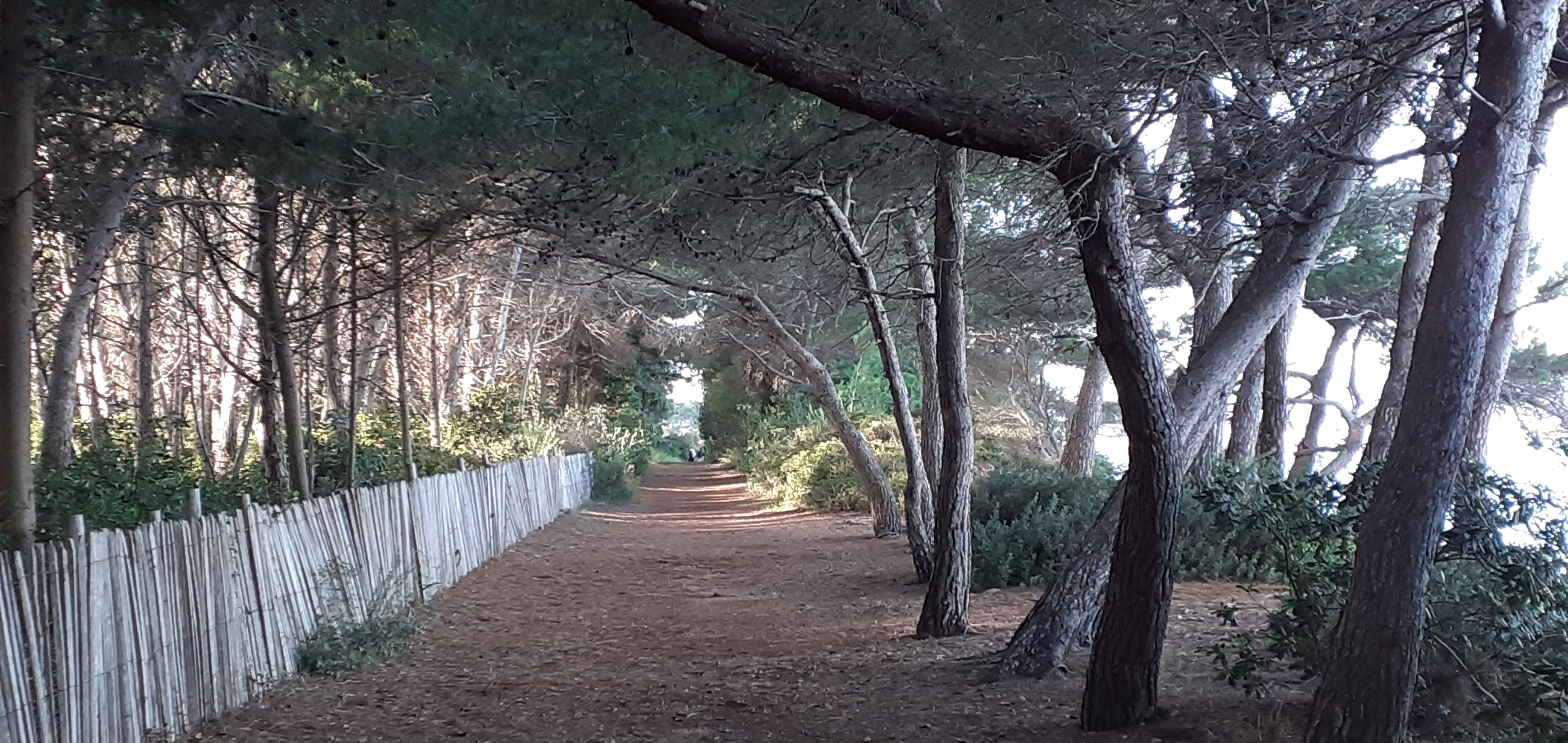
Le chemin de ceinture côté nord de l'île

## Accès
En 2022, les touristes peuvent visiter l'île Saint-Honorat toute l'année. Des départs en bateau sont assurés à partir du Quai des Îles, au bout du parking Laubeuf, à Cannes.
L'île est dotée, à proximité du débarcadère des navettes île-continent, d'un port-abri, dit « port des Moines » et pouvant accueillir quelques bateaux de plaisance et de pêche.

## Panorama

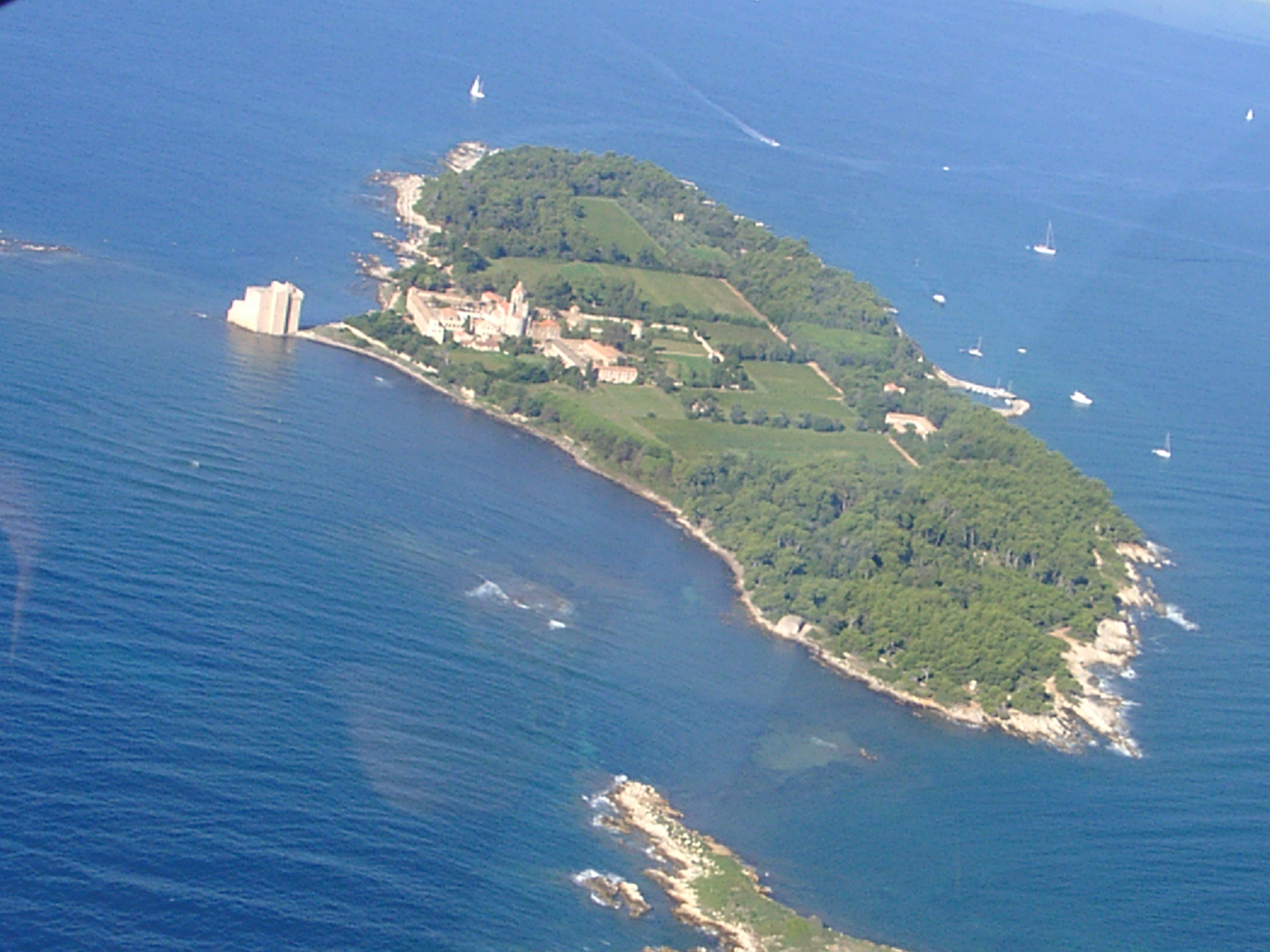
Ile de Saint-Honorat vue du ciel.
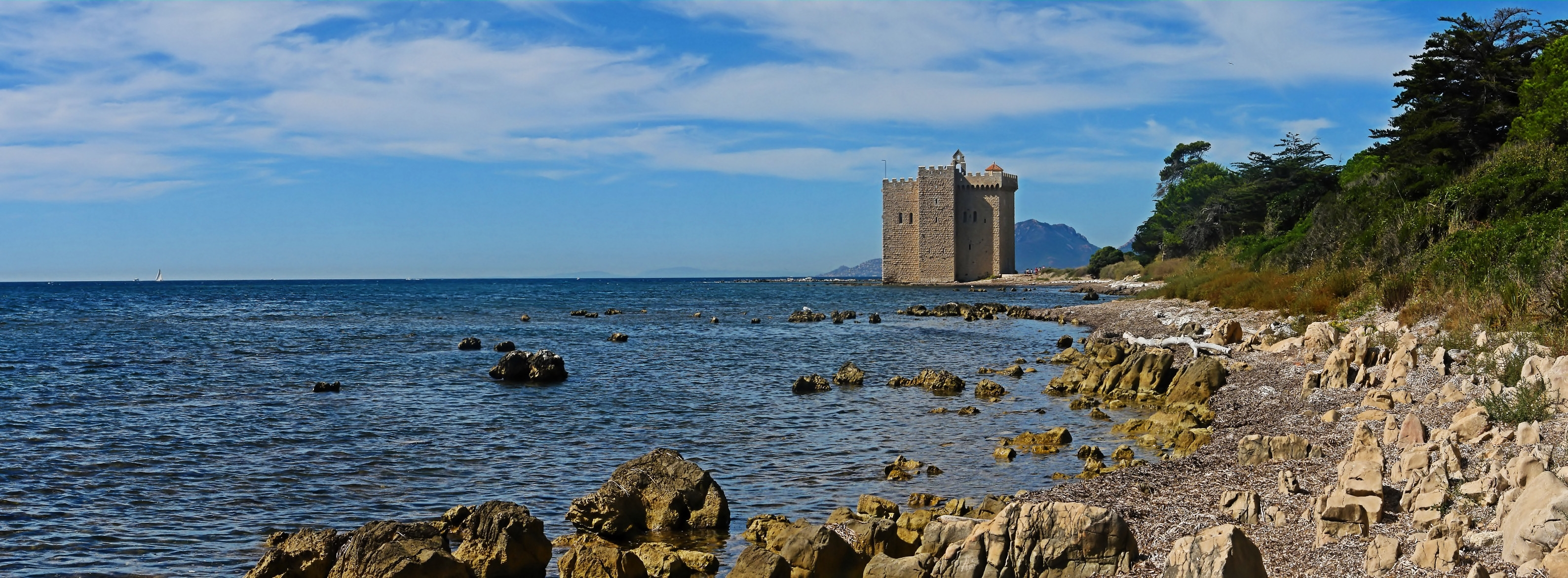
Vue panoramique de la forteresse de l'ile Saint-Honorat.
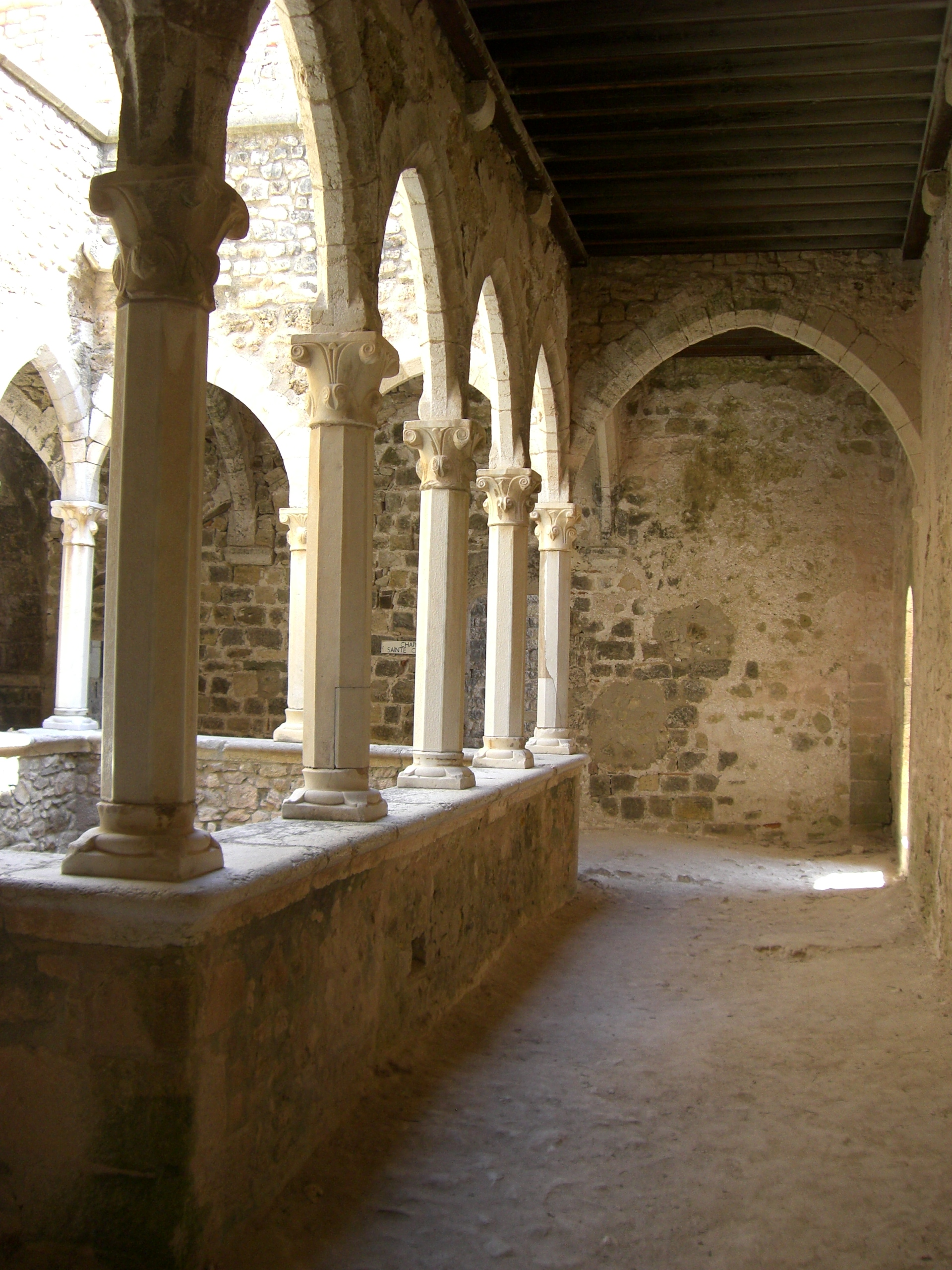
Colonnades génoises du monastère fortifié.
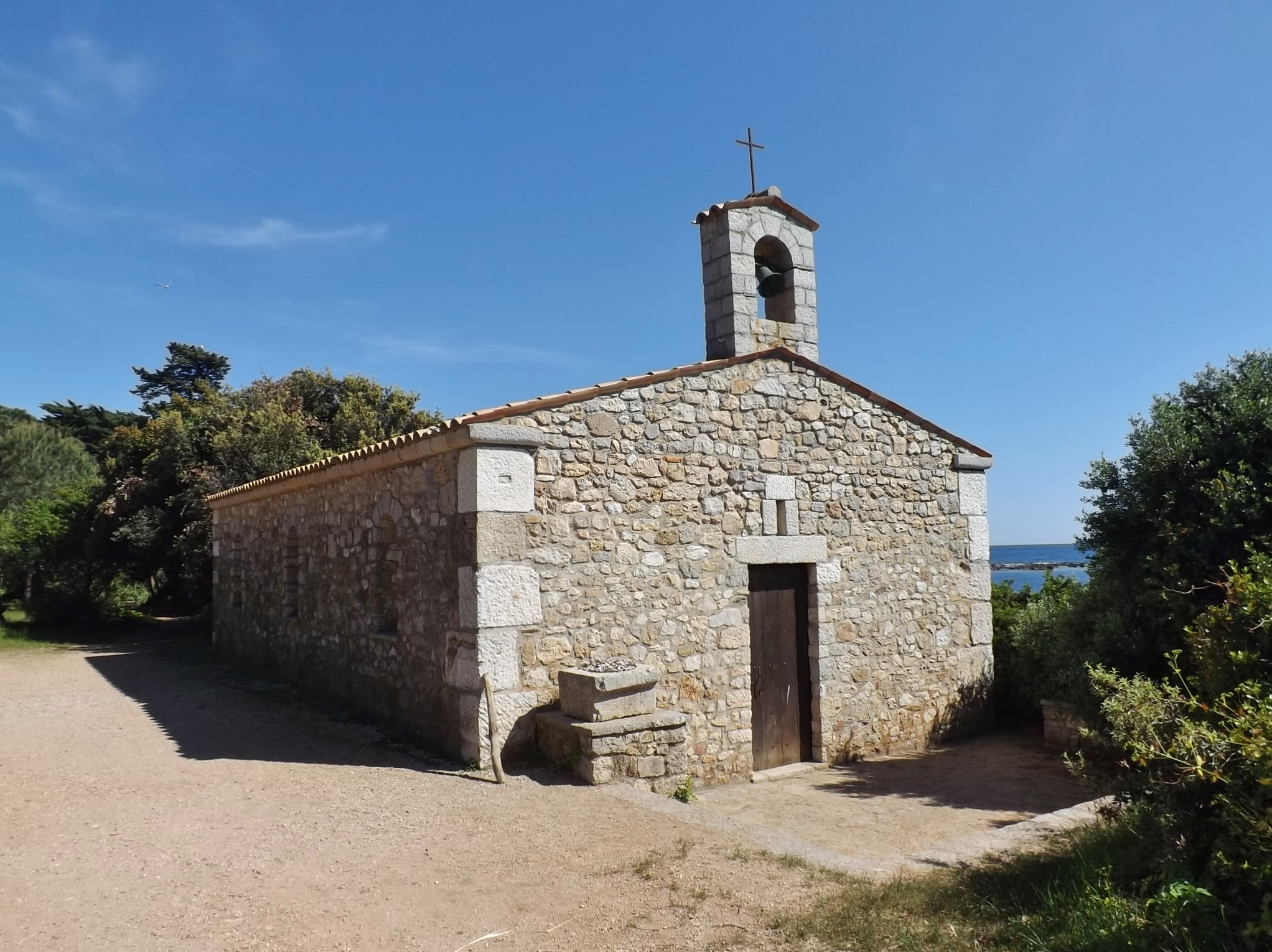
Chapelle Saint-Pierre.